# 속초시의 행정 구역
속초시의 행정 구역은 8개의 행정동과 13개의 법정동으로 구성되어 있다. 속초시의 면적은 105.30km2이며, 인구는 2012년 3월 31일을 기준으로 83,642 명, 36,637 세대이다.

## 행정 구역
| 행정동 | 한자   | 인구   | 세대   | 면적  | 행정 지도 |
| ------ | ------ | ------ | ------ | ----- | --------- |
| 영랑동 | 永朗洞 | 5,529  | 2,656  | 7.6   |           |
| 동명동 | 東明洞 | 4,034  | 2,070  | 0.78  |           |
| 금호동 | 琴湖洞 | 7,481  | 3,535  | 1.43  |           |
| 교동   | 校洞   | 11,886 | 5,083  | 0.75  |           |
| 노학동 | 蘆鶴洞 | 22,777 | 9,688  | 22.3  |           |
| 조양동 | 朝陽洞 | 23,974 | 9,589  | 5.61  |           |
| 청호동 | 靑湖洞 | 4,357  | 2,260  | 0.93  |           |
| 대포동 | 大浦洞 | 3,604  | 1,756  | 65.89 |           |
| 속초시 | 束草市 | 83,642 | 36,637 | 105.3 |           |

- 인구는 2012년 3월 31일 기준

## 법정동
| 행정동 | 법정동                                         |
| ------ | ---------------------------------------------- |
| 영랑동 | 영랑동(永郞洞), 장사동(章沙洞)                 |
| 동명동 | 동명동(東明洞)                                 |
| 금호동 | 금호동(琴湖洞), 중앙동(中央洞)                 |
| 교동   | 교동(校洞) (일부), 청학동(靑鶴洞)              |
| 노학동 | 교동(校洞) (일부), 노학동(蘆鶴洞)              |
| 조양동 | 조양동(朝陽洞) (일부)                          |
| 청호동 | 조양동(朝陽洞) (일부), 청호동(靑湖洞)          |
| 대포동 | 대포동(大浦洞), 도문동(道門洞), 설악동(雪岳洞) |

## 역사
- 1914년 4월 1일 : 양양군 도문면(道門面)과 소천면(所川面)을 합병하여 도천면(道川面)으로 개칭하고, 대포리에 면사무소를 두었다.[1]

| 조선총독부령 제111호                                                                      | |
| 구 행정구역                                                                               | 신 행정구역 |
| 양양군 도문면 내물치리, 대포리, 상도문리, 장항리/토왕성리/정고리, 중도문리 일부, 하도문리 | 도천면 내물치리(內勿緇里), 대포리(大浦里), 상도문리(上道門里), 장항리(獐項里), 중도문리(中道門里), 하도문리(下道門里) |
| 양양군 소천면 노동, 논산리, 속초리, 부월리, 외옹치리                                      | 도천면 노리(蘆里), 논산리(論山里), 속초리(束草里), 부월리(扶月里), 외옹치리(外甕峙里)                                 |
- 1937년 7월 1일 : 면사무소를 대포리에서 속초리로 옮기고, 도천면을 속초면으로 개칭하였다.
- 1942년 10월 1일 : 속초면에서 속초읍으로 승격되었다.[2]
- 1945년 8월 24일 : 미국과 소련이 38선을 경계로 한반도를 분할 점령하여 소련 군정의 관할로 들어갔다.
- 1951년 8월 18일 : 대한민국 국군이 속초를 수복한 후 UN군의 군정이 실시되고, 속초면에서 속초읍으로 복귀하였다.
- 1954년 11월 17일 : 민정으로 이양되었다.[3]
- 1963년 1월 1일 : 양양군 속초읍 일원을 관할로 속초시가 설치되었다.[4]
- 1966년 1월 1일 : 동제가 실시되어 12개 동으로 개편되었다.[5]

| 속초시조례 제95호 속초시동명칭과구역에관한조례                           |             |
| 구 행정구역                                                              | 신 행정구역 |
| 속초리 1구                                                               | 영랑동      |
| 속초리 2구                                                               | 동명동      |
| 속초리 3구                                                               | 중앙동      |
| 속초리 4구                                                               | 금호동      |
| 속초리 5구                                                               | 청호동      |
| 속초리 6구                                                               | 청학동      |
| 속초리 6구                                                               | 교동        |
| 부월리, 온정리(溫井里), 논산리, 청대리(靑垈里)                           | 조양동      |
| 노리, 도리원리(桃李源里), 이목리(梨木里), 척산리(尺山里), 신흥리(新興里) | 노학동      |
| 대포리, 외옹치리, 내물치리                                               | 대포동      |
| 상도문리, 중도문리, 하도문리                                             | 도문동      |
| 장항리                                                                   | 설악동      |

- 1973년 7월 1일 : 고성군 토성면 장천리와 사진리가 속초시로 편입되었다.[6]
- 1983년 2월 15일 : 양양군 강현면 상복리 일부지역이 속초시 설악동으로 편입되었다.(법정동 14개동, 행정동 13개동)[7]
- 1990년 4월 1일 : 법정동 사진동, 장천동이 장사동으로 통합되었다.[8]
- 1998년 10월 17일 : 행정동 통·폐합으로 행정동이 8개로 조정되었다. (법정동 13개동, 행정동 8개동)[9]

| 속초시조례 제1657호    |                     |
| 구 행정구역(행정동)    | 신 행정구역(행정동) |
| 영랑동, 장사동         | 영랑동              |
| 동명동                 | 동명동              |
| 중앙동, 금호동         | 금호동              |
| 청학동, 교동(일부)     | 교동                |
| 노학동, 교동(일부)     | 노학동              |
| 조양동(일부)           | 조양동              |
| 청호동, 조양동(일부)   | 청호동              |
| 대포동, 도문동, 설악동 | 대포동              |